# Rambla de Poyo
La rambla o barranco de Poyo, también llamado barranco de Chiva, Torrente, Picaña, Paiporta o Catarroja, es un torrente o curso de agua estacional situado en la provincia de Valencia, España. Su cuenca se encuentra entre la de los ríos Turia y Júcar y la del barranco de Picasent y tiene una extensión de 479 kilómetros cuadrados. Es una de las mayores manifestaciones de cuenca endorreica en la Comunidad Valenciana, pues sus aguas vierten a la Albufera de Valencia y no al mar Mediterráneo.

## Etimología
El nombre propio "Poyo" o "Poio" en valenciano, proviene del término común en aragonés "pueyo" que se usa para referirse a un lugar alto. Esta palabra proviene del latín "podium", que directamente pasa a ser "puig" en valenciano.
La palabra "pueyo" en fonética valenciana se transforma en "poio"  Lo contrario a un "poio" sería una "hoya", o "foia" en catalán, palabra también de origen aragonés (foya). 
Sin embargo el origen del topónimo correcto que es Rambla de Poyo (Nomenclátor geográfico de España) o Barranco de Poyo ("del" es incorrecto) es su proximidad a la Venta de Poyo, antes Mas de Poyo, por el apellido de un antiguo propietario, como se puede referenciar en las observaciones de Cavanilles, 1797 o en el diccionario Madoz.[cita requerida]

## Red hidrográfica
La descripción del lugar de nacimiento de este curso fluvial es complejo. La rambla de Cheste se forma en Cheste de la unión de los barrancos Grande, de la Cueva Morica y de Chiva. La rambla de Cheste también recibe el nombre de rambla del Poyo -así figura en la señalética de la carretera A3- y de barranco de Chiva.
De los tres barrancos iniciales de la rambla, el mayor es el barranco Grande, que está formado por una serie de vaguadas que se forman entre los 900 y 1000 m s. n. m., en la partida chivana de La Sima, cerca del límite con Gestalgar. Recibe como afluentes a los barrancos de la Parra y de Ballesteros, ambos por la derecha y ambos con recorrido por el término de Chiva.
El barranco de la Cueva Morica nace a 840 m s. n. m. en la partida de Guarañones del término municipal de Chiva. Su principal afluente es el barranco de Brihuela.
El barranco de Chiva o rambla del Gallo nace en el norte del término de Buñol, en la Sima o Cima del Asno, a 850 m s. n. m.
Los tres barrancos (el Grande, el Cueva Morica y el de Chiva) al unirse antes de llegar a Cheste dan lugar a la rambla del Poyo como tal. Cuando la rambla sale de la sierra de Cabrera amplía su valle, depositando los sedimentos más gruesos, formando así a la altura de Cheste un canal pedregoso.
En los términos de Cheste y Ribarroja del Turia, la rambla discurre en dirección oeste-este, generalmente en paralelo a la carretera Madrid-Valencia, que la atraviesa. Es en este tramo donde recibe por la margen derecha el barranco de Sechura y el Gallego. Este último proviene de Godelleta, recogiendo las aportaciones del barranco del Murtal y de la vertiente septentrional de la Sierra Perenchiza.
La rambla entra en la comarca de la Huerta Sur de Valencia a través de la Plana de Cuart, a donde llega encajado entre laderas de arcillas y gravas. 
Después sigue su camino hasta llegar a Torrente, donde el cauce de la rambla se ensancha y profundiza, recibiendo allí también las aguas del barranco de la Horteta. El barranco de la Horteta nace en el sureste del término de Godelleta y recibe las aportaciones del barranco de las Cabezas o de Cortichelles, así como las de la vertiente meridional de la sierra Perenchiza.
Luego el cauce de la rambla sigue en dirección NO-SE camino del lago de la Albufera, donde desemboca. Pero antes conduce y recoge las precipitaciones de los términos municipales de Picaña, Paiporta, Masanasa y Catarroja -constituye la mayor parte del límite entre estos dos últimos municipios- para finalmente desembocar en la Albufera de Valencia.
El barranco de Torrente y la rambla del Poyo se conectaron mediante una acequia de escasa capacidad en el siglo XVIII. Por eso antiguamente las riadas de la rambla del Poyo no afectaban a la zona de Picaña, Paiporta, Masanasa y Catarroja, ni incrementaban excesivamente el pico de crecida del barranco de Torrente. La inundación de la zona de les Basses laminaba las crecidas y retenía los sedimentos. En 2004 se conectó también la parte baja del Barranco de la Saleta a la Rambla de Poyo realizando un canal paralelo a la carretera CV-33, aproximadamente un kilómetro antes del casco urbano de Aldaya.[cita requerida]
De este modo, centrándonos en los parámetros morfométricos, según la geografía física de la Huerta Sur, la rambla del Poyo tiene 84 cauces de orden uno, los cuales tienen una longitud media de 1,26 kilómetros, otros 22 de orden dos, que tienen una longitud media en este caso de 1,61 kilómetros, los de orden tres tienen 4,54 kilómetros de longitud media, y de estos hay 5 cauces. Los de orden 4 son únicamente dos y tienen una longitud media de 6,37 kilómetros, y finalmente solo hay un cauce de orden 5, por lo que la rambla del Poyo es de orden 5, el cual tiene una longitud de 40 kilómetros.[cita requerida]

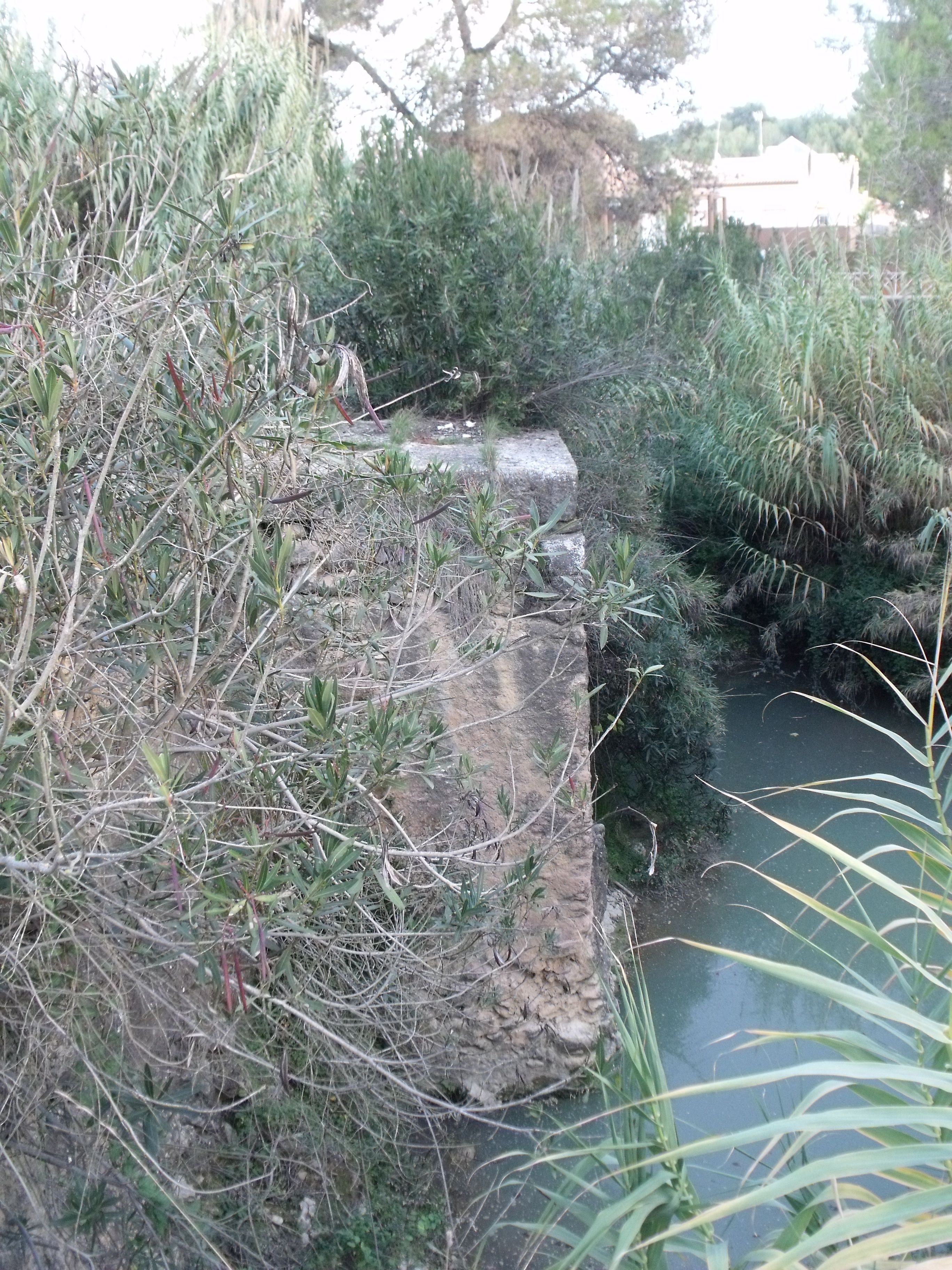
Presa del Poyo, en el barranco del Gallego.
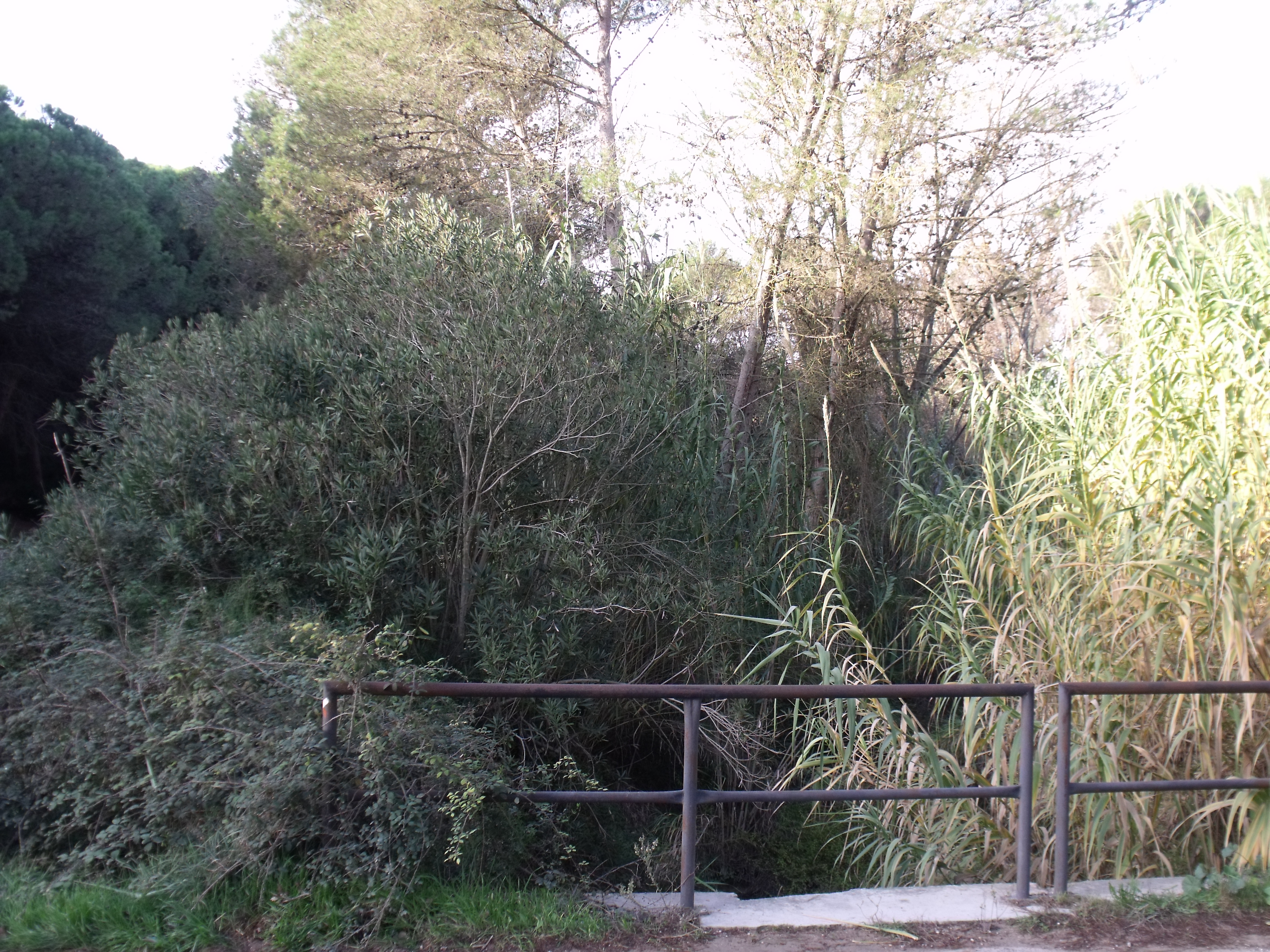
Barranco del Murtal.
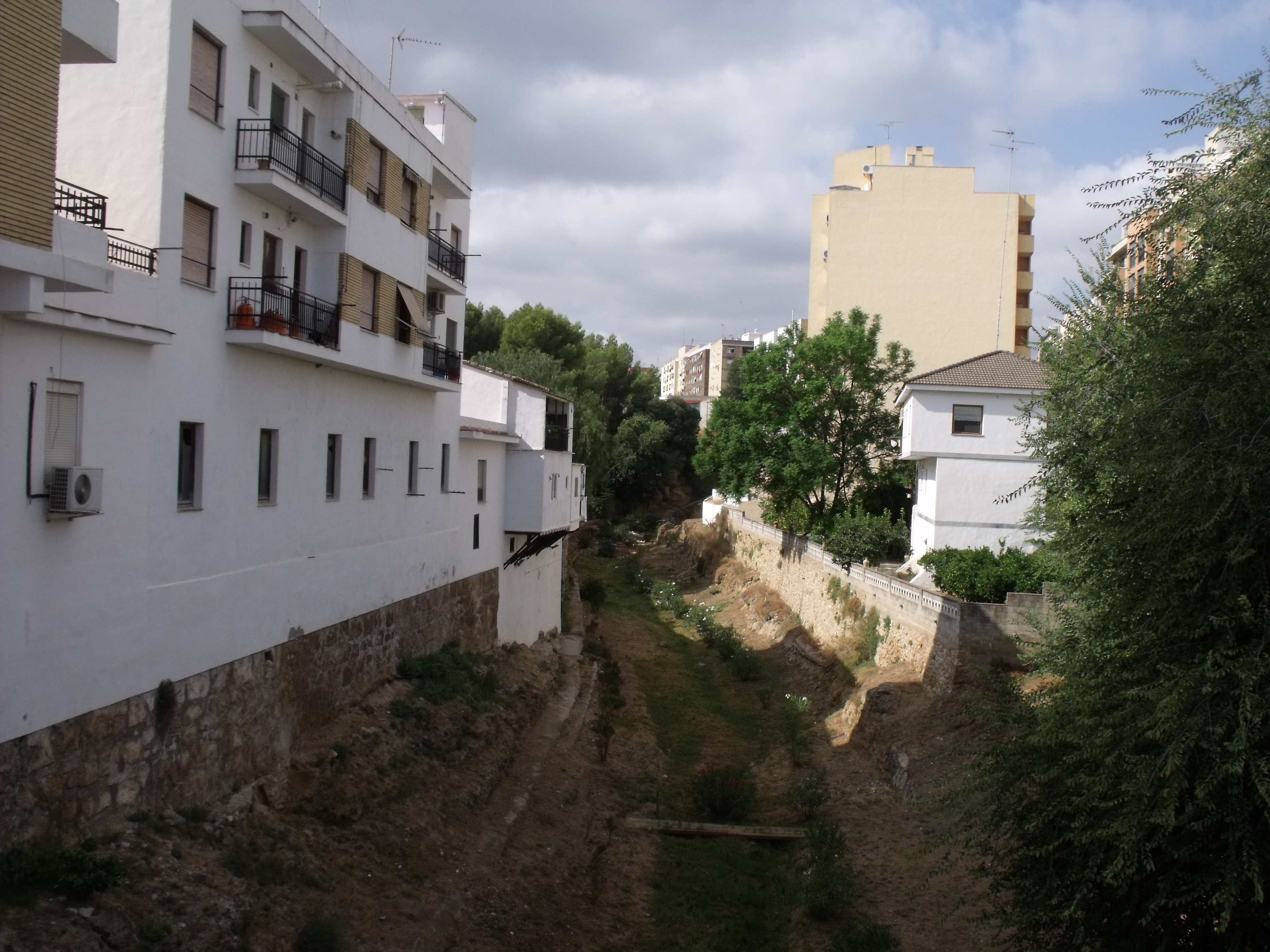
Barranco de Chiva en el casco de dicha población.
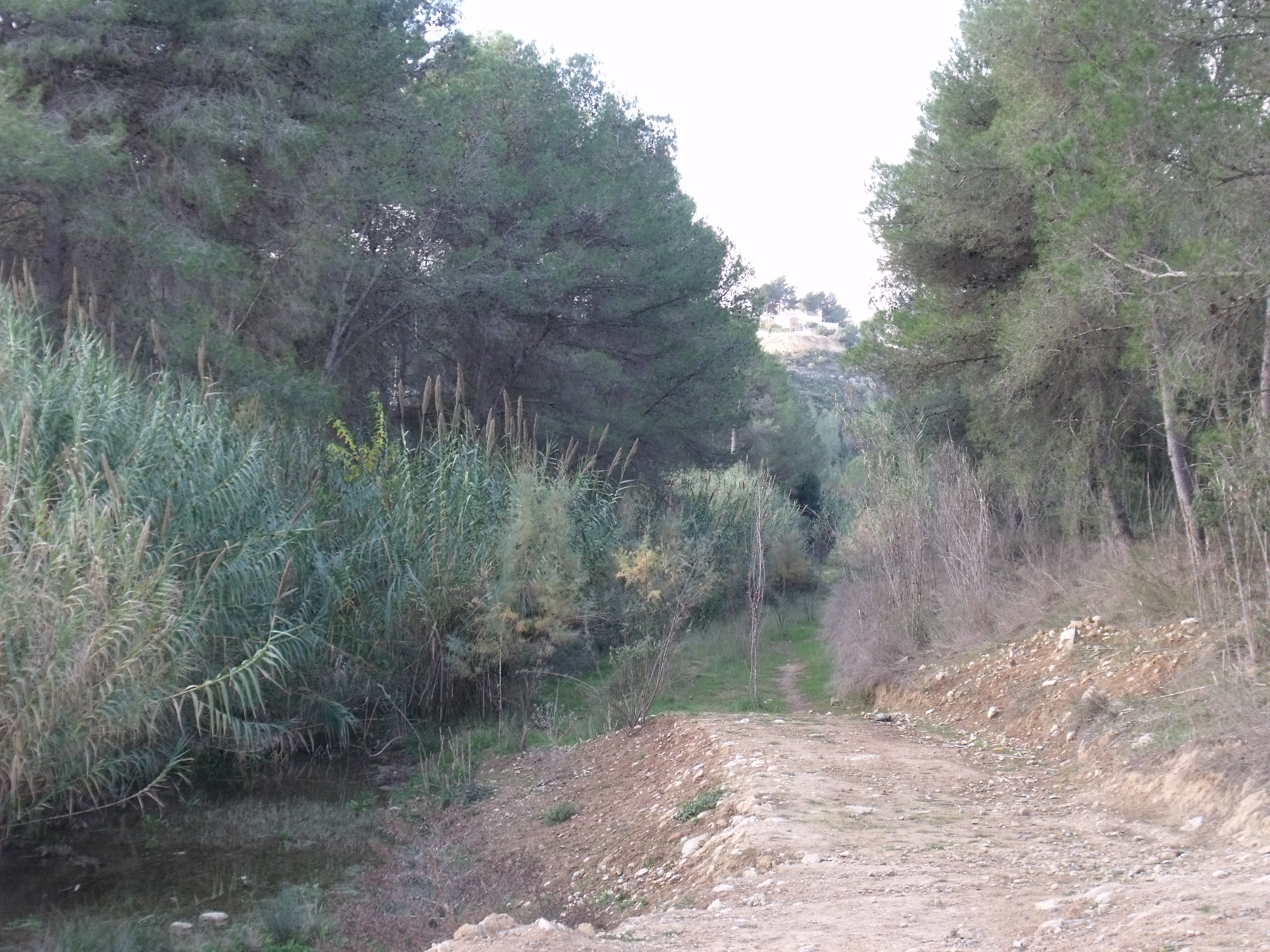
Barranco del Gallego junto a la sierra Perenchiza.
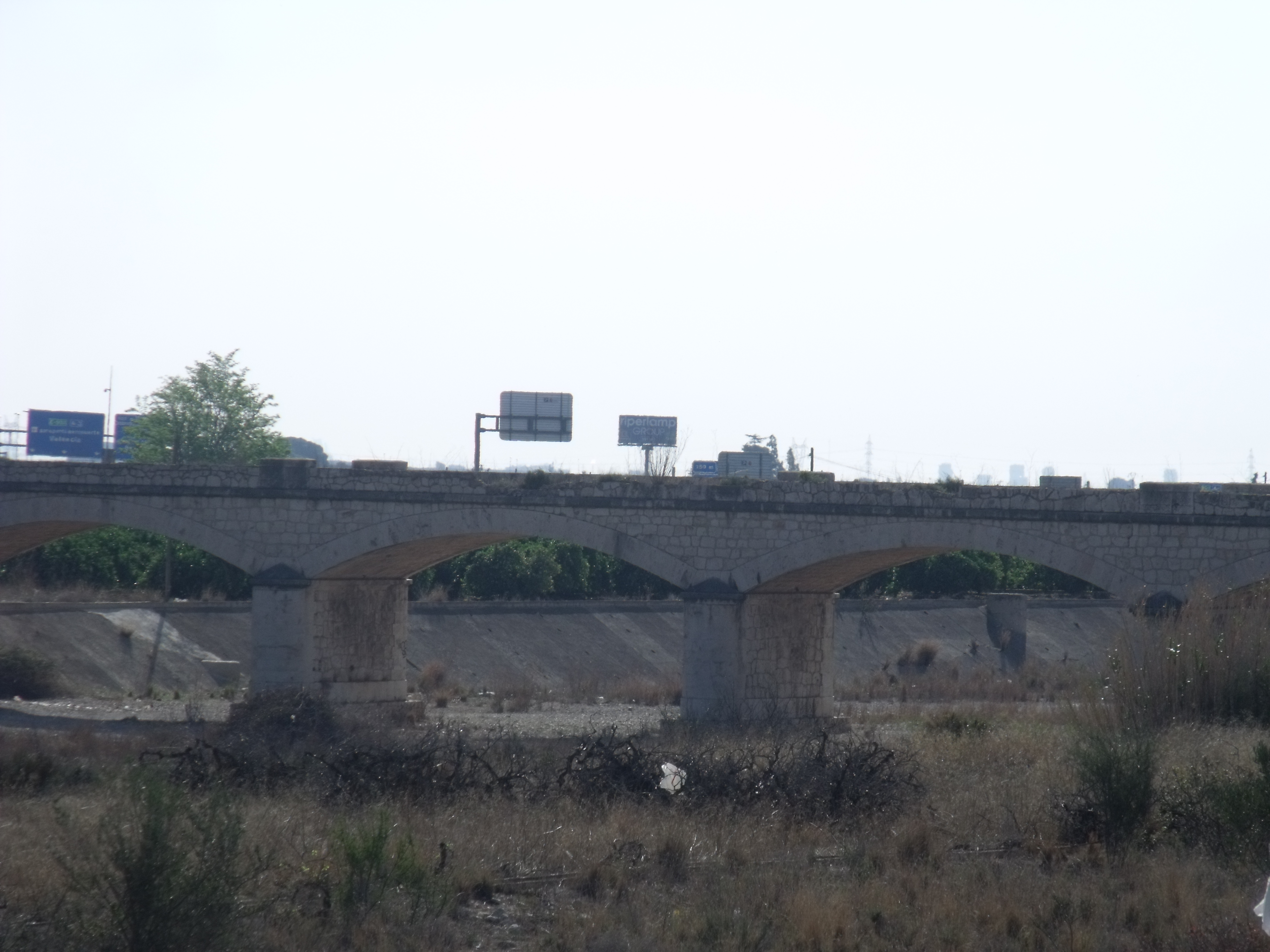
Rambla del Poyo en el término de Ribarroja. Antiguo puente de la carretera de Madrid.
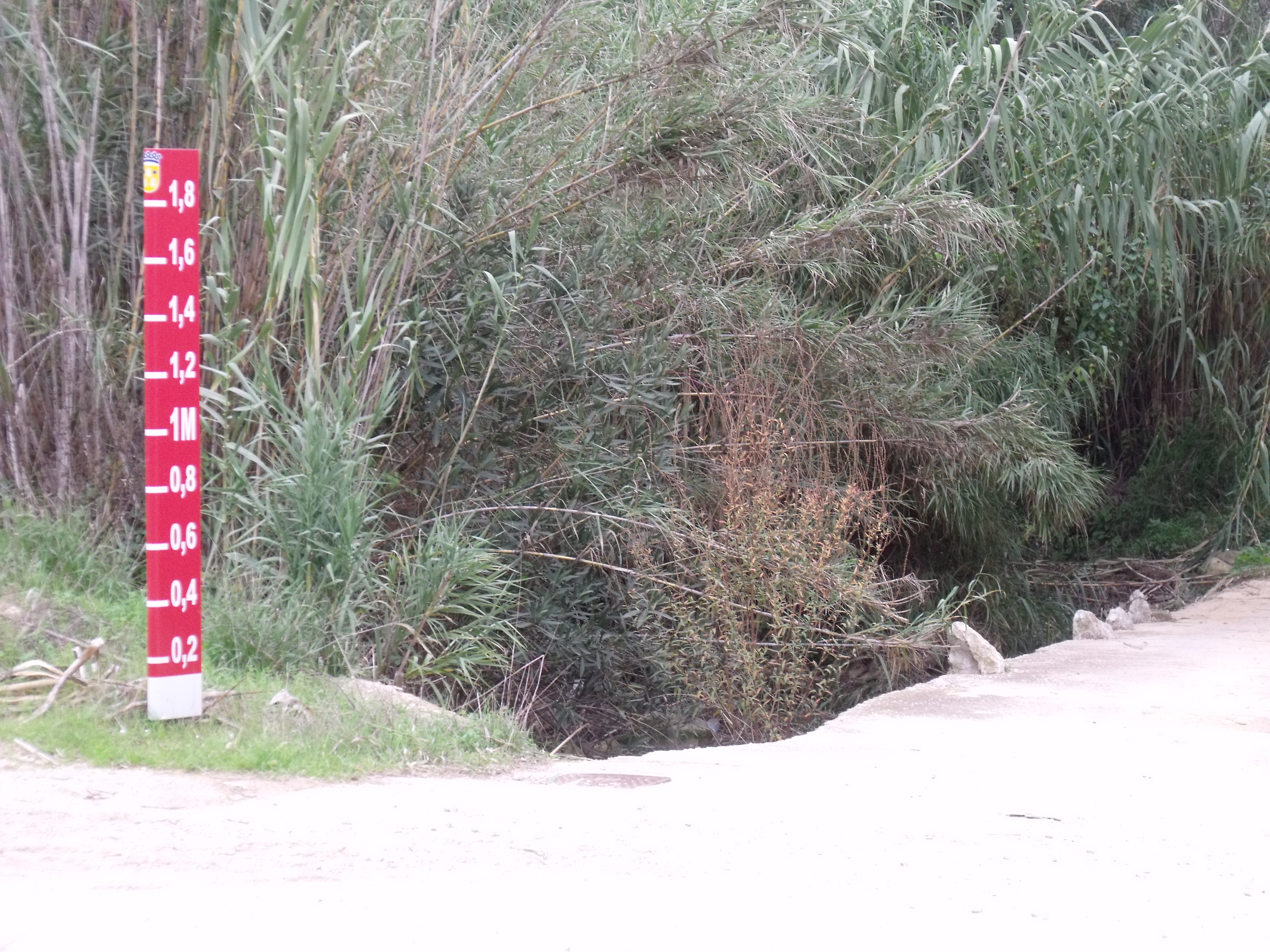
Indicador de altura de aguas en el barranco de la Horteta.

## Calidad del agua de la rambla
En el cauce de la rambla del Poyo se producen vertidos continuos sin depurar de aguas residuales de la industria, las cuales van a parar al lago de la Albufera. Estos líquidos contaminados y lixiviados provienen de empresas con actividades contaminadoras, lo cual es un grave peligro para el ecosistema de la Albufera y ha hecho que la mayor parte de las especies de peces hayan desaparecido. Los problemas de contaminación se pueden observar cuando por el cauce discurre caudal al paso por el municipio de Catarroja, ya que en este tramo el caudal tiene colores oscuros y emite fuertes olores a putrefacción.[cita requerida]
Los vertidos de aguas residuales están causando que el agua no sea apta para la vida de los peces. Esto está ocurriendo sistemáticamente y vulnerando las leyes, ya que estos vertidos se están produciendo en un cauce público.[cita requerida]

## Canalizaciones y obras públicas
La rambla del Poyo es una cuenca muy sensible a precipitaciones torrenciales, y en la que existen diversas obras de infraestructura mal diseñadas, ocupaciones del cauce e incluso la desaparición física de algunos barrancos, los cuales en el 2007 están ocupados por industrias y viviendas configurando una compleja red hidrográfica en la que en apenas cada cinco años suelen producirse graves inundaciones.[cita requerida]

### Canalización de la Rambla del Poyo a la altura de Catarroja y Masanasa
Hace unos años se proyectaron unas obras con la intención de garantizar la eliminación o reducción de los riesgos de daños y de destrucción que suponen las avenidas e inundaciones en la zona, toda vez que los terrenos que atraviesan en el 2007 se hallan invadidos por huertos, edificaciones, incluso viviendas. Estas obras consisten en el encauzamiento de 41,8 kilómetros, de longitud del cauce principal de la rambla del Poyo y de sus afluentes, de los cuales 10,8 kilómetros serán nuevos, incluyendo el tramo que trascurre por el término municipal de Catarroja, mientras que los 30 kilómetros restantes serán una reparación de los cauces existentes, ya que estos son insuficientes en el 2007. Este proyecto contempla de este modo la conexión de las cuencas de la rambla del Poyo y del barranco de Torrente el cual incrementará el caudal del barranco de Torrente en momentos de precipitaciones extraordinarias.[cita requerida]
En dicho tratamiento se incluye la reparación de las infraestructuras afectadas, tales como conducciones de gas, electricidad, agua potable, saneamiento, etc., incluso la restitución de puentes y obras de paso en el cruce con el ferrocarril, autopista y carreteras varias.[cita requerida]

## Avenidas e inundaciones
Las características de la zona donde se ubica el barranco del Poyo se presta a que de forma periódica se produzcan inundaciones más o menos grandes. En la ciudad de Valencia hay testimonios desde la época romana de numerosos desbordamientos del río Turia.
Hay documentación histórica desde 1321 registra en los llamados “libros del Consejo”, en 1321 se perdió el archivo en un incendio, hay registrado 25 episodios de riadas producidas en los años 1321, 1328, 1340, 1358, 1406, 1427, 1475, 1517, 1540, 1581, 1589, 1590, 1610, 1651, 1672, 1731, 1775, 1783, 1845, 1860, 1864, 1870, 1897 y  1957.
En 1795 el científico y botánico valenciano Antonio José de Cavanilles describía así en su obra Observaciones sobre la historia natural, geografía, agricultura, población y frutos del reyno de Valencia 

Siguiendo hacia el sur desde Alaquàs como a un cuarto de legua  se atraviesa el barranco, que empieza en las montañas de Bunyol con dirección a Xiva, entra en esta villa, y continúa por el término de Xest, donde recibe otro considerable: engrosado con este aumento y con las vertientes de aquellos montes, cruza el llano de Quart junto a la venta de Poio, pasa después por las cercanías de Torrent, que deja a su derecha, como igualmente Catarroja, y desagua en la Albufera de València. Su profundo y ancho cauce siempre está seco, salvo en las avenidas cuando recibe tantas aguas y corre tan furiosamente, que destruye cuanto encuentra. En 1775 causó muchísimas desgracias en Chiva, sorprendiendo a media noche sus vecinos; asoló un número considerable de edificios, esparciendo por más de dos leguas los tristes despojos y los cadáveres de los pobres que no pudieron evitar la muerte. A la derecha del barranco y a muy corta distancia, bien que en un sitio elevado, está Torrent, la mayor población del reyno después de las ciudades y villas principales. De 400 vecinos que tenía antes de la expulsión de los Moriscos verificada en 1609, se han ido aumentando hasta 1200…

La ocupación de la cuenca por la trama urbana, industrial y de servicios que desplazo a la ocupación agrícola tradicional desde finales del siglo XX a principios del XXI ha incrementado el riesgo de inundación al incrementar significativamente los daños que las avenidas e inundaciones producirían.

### Gota fría de 2024 en la Comunidad Valenciana
El barranco del Poyo fue uno de los cauces que se desbordaron causando grandes daños, el evento fue calificado como la mayor catástrofe del siglo en España, el 29 de octubre de 2024 en el contexto de las lluvias torrenciales por gota fría o DANA que se produjo en la provincia de Valencia, al sur de la capital.
El día 29 de octubre de 2024 se registraron en la cuenca del barranco del Poyo precipitaciones superiores a los 700 l/m² en 24 horas.La estación de medición de la Confederación Hidrográfica del Júcar (CHJ) situada en la localidad de Loriguilla llegó a registrar un caudal de 2283 m³/s de agua a las 18.55 horas, cuando habitualmente el caudal en ese punto suele ser nulo. Los cálculos ofrecidos por la CHJ de los modelos hidráulicos realizó para el día 29 de octubre, ofrecen caudales punta de más de 3.500 metros cúbicos por segundo (m³/s) en el cruce entre el barranco del Poyo y la pista de Silla. Ese caudal era diez veces el caudal medio del río Ebro en Amposta (333 m³/s) y superaba el del Nilo (2.830 m³/s).
Los datos del caudal en el barranco del Poyo cada cinco minutos se pueden ver en Dataset DANA Valencia Se observa como de 18:05 a 18;20 , en esos 15 minutos, el caudal aumentó más 500 m³/s pasando de 993 a las 18:05 a 1540 a las 18:20. 

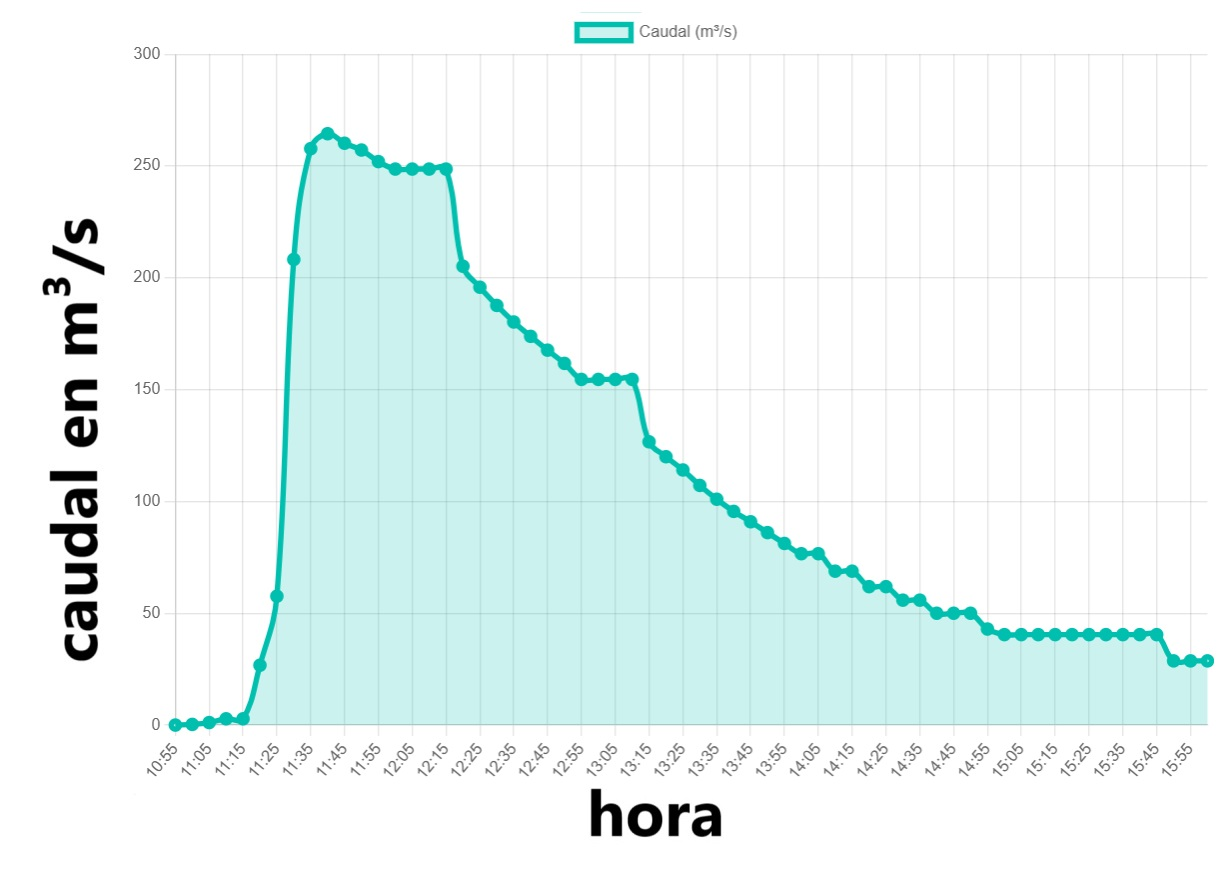
Caudal Rambla del Poyo de 11 a 16 h, 29/10/2024.
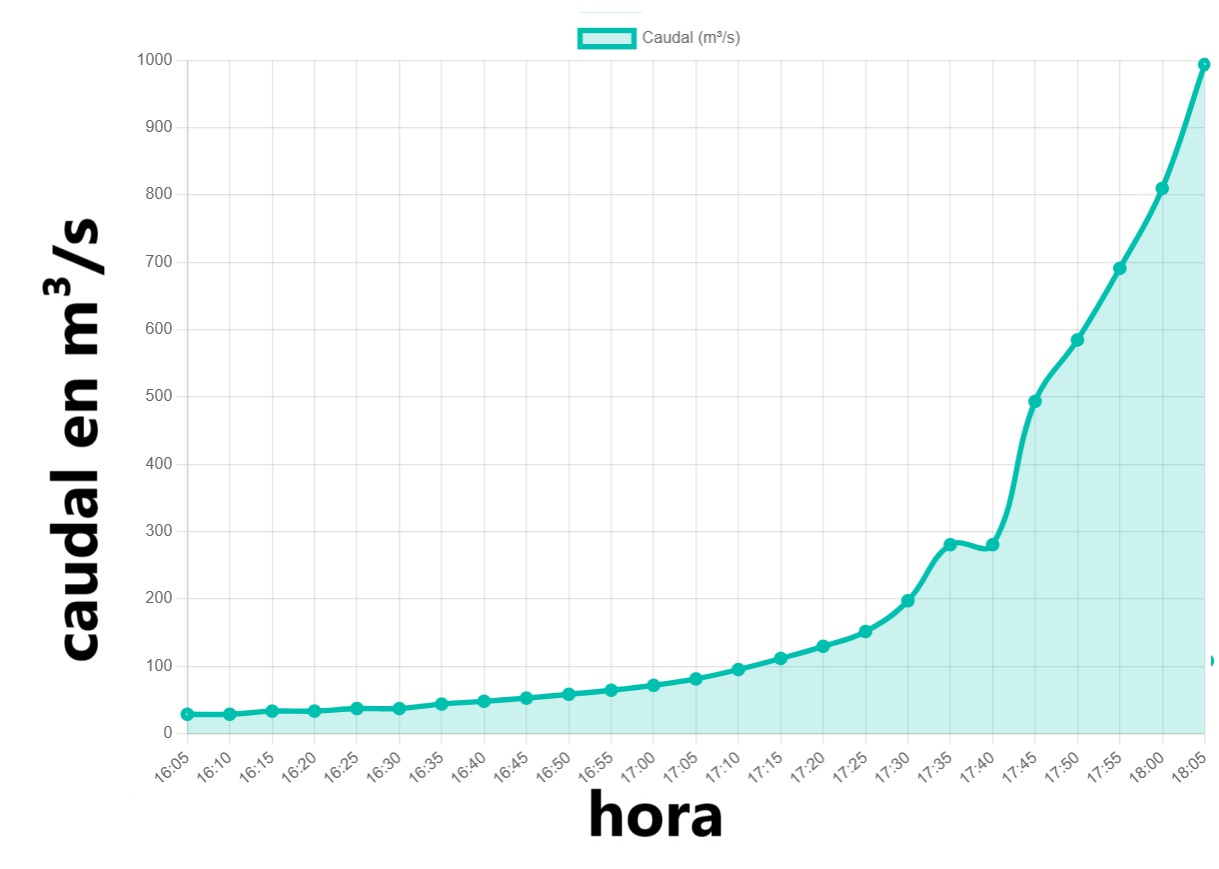
Caudal Rambla del Poyo de 16 a 18 h, 29/10/2024.
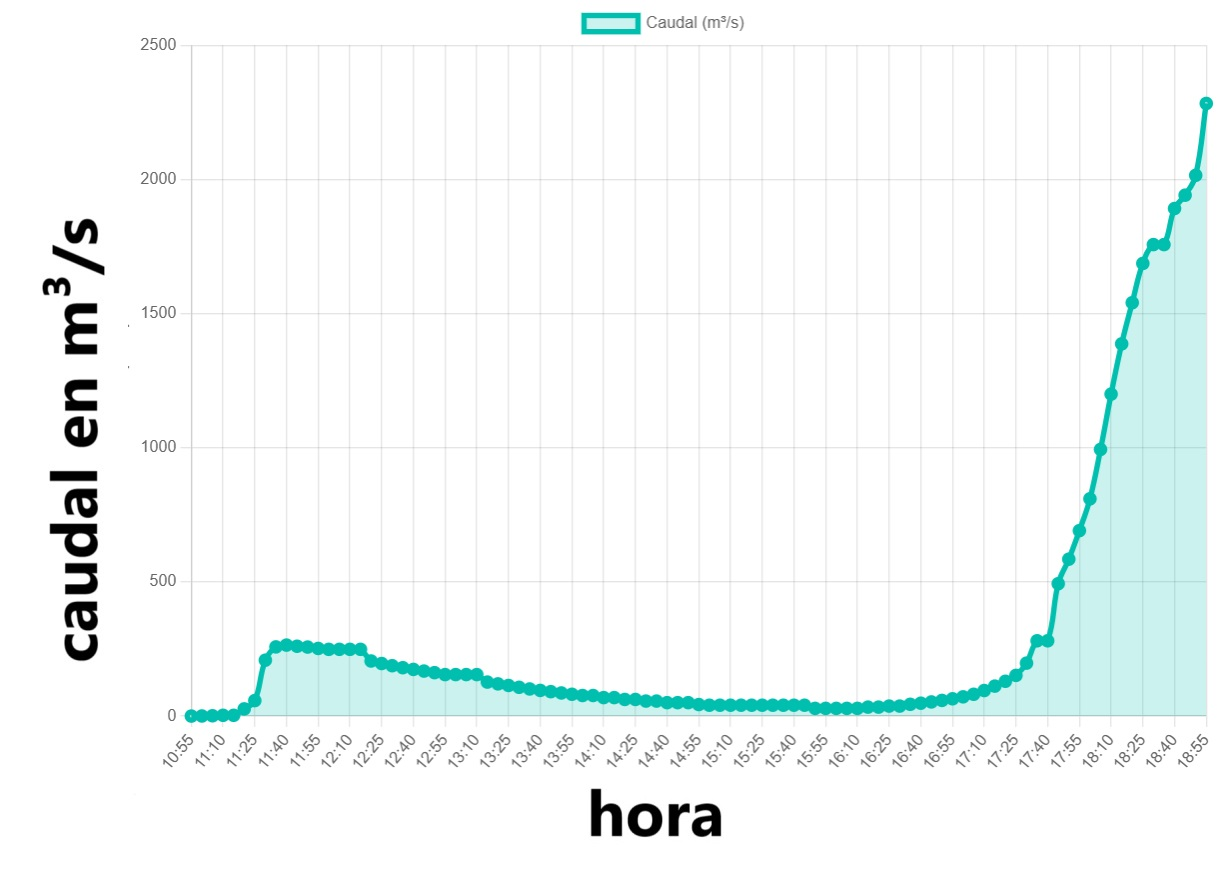
Caudal Rambla del Poyo de 11 a 19 h, 29/10/2024.